# Agaplesion Ev. Krankenhaus Bethel Bückeburg

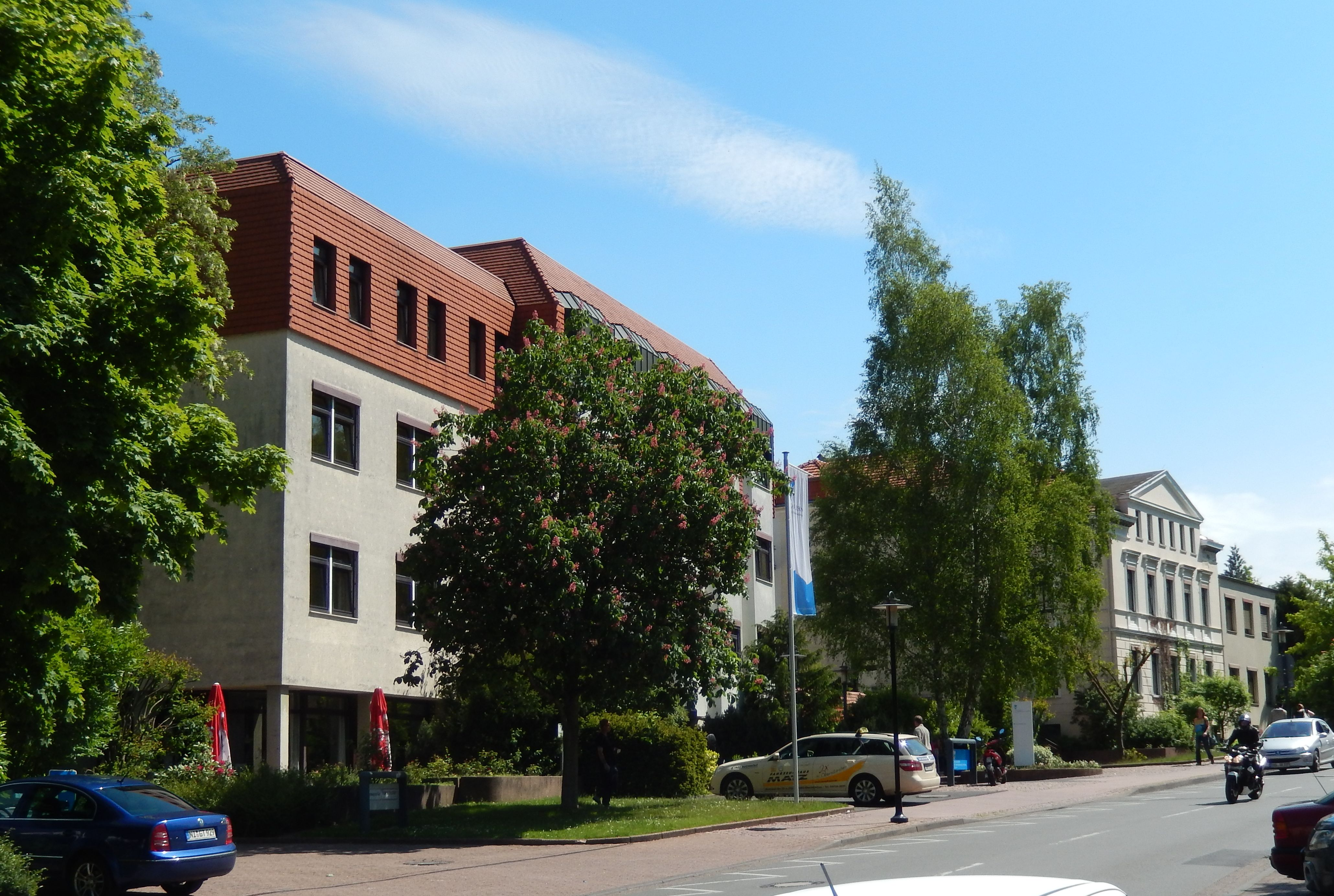

Das Agaplesion Ev. Krankenhaus Bethel Bückeburg gemeinnützige GmbH war ein Allgemeinkrankenhaus mit 166 Betten in freigemeinnütziger Trägerschaft in Bückeburg im niedersächsischen Landkreis Schaumburg. Neben den beiden Kreiskrankenhäusern des Klinikums Schaumburg gewährleistete das Krankenhaus Bethel die medizinische Grundversorgung im Kreisgebiet.

## Geschichte
Auf Initiative von Louise Freifrau von Vincke, geborene von Hohnhorst (1833–1894) und mit Unterstützung von Fürst Georg Wilhelm der ein zinsfreies Darlehen gewährte wurde das Krankenhaus am 15. Januar 1860 im damaligen Fürstentum Schaumburg-Lippe mit rund 20 Betten gegründet. Das Krankenhaus sollte durch eine private christliche Stiftung geführt werden und sollte mit der evangelisch-lutherischen Landeskirche in enger Verbindung stehen. Die Pflege wurde von Diakonissen des Mutterhauses in Dresden übernommen. Am 6. März 1864 konnte die Stiftung Krankenhaus Bethel gegründet werden und das Krankenhausgebäude und die Grundstücke wurden der Stiftung übertragen. Die Krankenhausleitung übernahm Ernst Iffland. 1861 wurden insgesamt 56 Patienten mit 1712 Pflegetagen behandelt. 1881 übernahm die Pflege die Henriettenstiftung in Hannover. 1889 wurden 178 Patienten behandelt bei 7937 Pflegetagen und im gleichen Jahr folgte die Errichtung eines ersten Anbaus mit einem Operationssaal und einer Küche. Am 8. November 1930 wurde ein weiterer Ausbau des Krankenhauses unter anderem mit einer Bettenstation und einem Labor eingeweiht und 1935 wurden erstmals über 1000 Patienten behandelt. 1970 bis 1973 wurde ein Schwesternwohnheim und ein Verwaltungsgebäude gebaut und auf der Nord-Ost-Seite des Haupthauses entstand eine Geburtshilfliche Abteilung. 1972 übernahm die Pflege die Schwestern des Friederikenstifts in Hannover. 1972 umfasste das Haushaltsbudget rund 6,4 Millionen DM und das Krankenhaus beschäftigte 223 Mitarbeiter, darunter 14 Ärzte. Mit dem Krankenhausfinanzierungsgesetz (KHG) von 1972 wurde das Krankenhaus Bethel als Regelversorgungskrankenhaus der Gruppe A in den Krankenhausbedarfsplan aufgenommen. 1985/86 wurde das Haupthaus des Krankenhauses umfassend für rund 14,97 Millionen DM saniert. 1989 waren insgesamt 385 Mitarbeiter, darunter 31 Ärzte, 151 Schwester und Pfleger sowie 76 Schwesternschülerinnen beschäftigt. Rund 7.000 Patienten wurden stationär behandelt. 2006 wurde das Krankenhaus nach dem niedersächsischen Krankenhausplan mit 178 Planbetten geführt. 2008 gab es erstmals über 9.200 stationäre Fälle bei 166 Planbetten und rund 380 Mitarbeiter waren beschäftigt. Zusätzlich bestand ein Wahlleistungsangebot mit 24 Betten in der Haus Reiche GmbH. 2009 wurden 8.766 Patienten behandelt bei 52.410 Pflegetagen. 2009 wurde eine Vereinbarung zwischen der Stiftung Krankenhaus Bethel und der proDiako zur Ausgliederung des Krankenhausbetriebes und der Umwandlung in eine gemeinsame Evangelische Krankenhaus Bethel gGmbh beschlossen.

## Struktur
Nach dem Zusammenschluss der proDiako und der Agaplesion im November 2012 gehörte das Krankenhaus über die proDiako mehrheitlich zur Agaplesion. Die Stiftung Krankenhaus Bethel ist Mitaktionärin der Agaplesion mit Sitz in Frankfurt am Main.
Das Krankenhaus Bethel war als Plankrankenhaus in den niedersächsischen Krankenhausplan aufgenommen worden.
Es wurden folgende Fachgebiete angeboten: 
- Innere Medizin, Gastroenterologie
- Unfallchirurgie und Orthopädie
- Allgemein- und Viszeralchirurgie
- Allgemeinchirurgie mit Schwerpunkt Handchirurgie
- Geburtshilfe und Gynäkologie
- HNO (Belegabteilung)

Es bestand eine Kooperation mit dem Institut für Anästhesie in Minden.

## Schließung
Der Landkreis Schaumburg setzte eine Neugestaltung der Krankenhausversorgung im Landkreis um. Alle drei Krankenhäuser im Schaumburger Land, neben dem Krankenhaus Bethel waren das die beiden im Agaplesion Ev. Klinikum Schaumburg zusammengeschlossenen Kreiskrankenhäuser Rinteln und Stadthagen, wurden bis 2017 in einem Krankenhaus zusammengeführt. Ein Neubau mit 437 Betten wurde am Rand von Obernkirchen südlich der Ortschaft Vehlen errichtet.